# Elezione imperiale del 1575

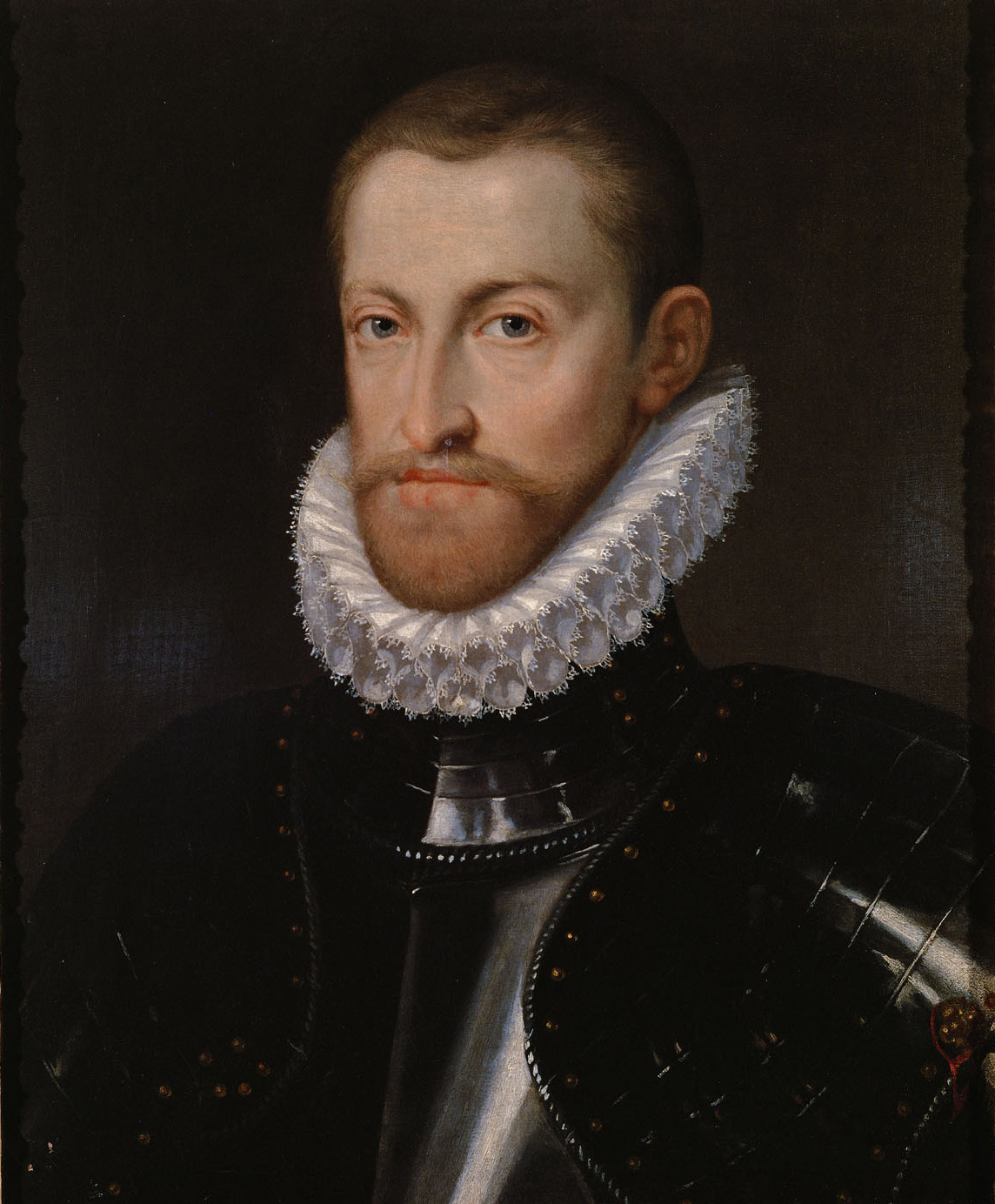
Il re dei romani Rodolfo II d'Asburgo.

L'elezione imperiale del 1575 si è svolta a Ratisbona il 27 ottobre 1575.

## Contesto storico
L'imperatore in carica, Massimiliano II d'Asburgo, decise di convocare i principi elettori per far eleggere re dei Romani suo figlio Rodolfo, designandolo in questo modo alla successione imperiale.

## Principi elettori
| Principe elettore | Principe elettore               | Titolo elettorale        | Altri titoli                                                        | Confessione |
| ----------------- | ------------------------------- | ------------------------ | ------------------------------------------------------------------- | ----------- |
|                   | Daniel Brendel von Homburg      | Arcivescovo di Magonza   |                                                                     | Cattolico   |
|                   | Jakob von Eltz-Rübenach         | Arcivescovo di Treviri   |                                                                     | Cattolico   |
|                   | Salentin IX d'Isenburg-Grenzau  | Arcivescovo di Colonia   | Vescovo di Paderborn                                                | Cattolico   |
|                   | Massimiliano II d'Asburgo       | Re di Boemia             | Imperatore del Sacro Romano Impero Arciduca d'Austria Re d'Ungheria | Cattolico   |
|                   | Federico III del Palatinato     | Conte Palatino del Reno  |                                                                     | Calvinista  |
|                   | Augusto I di Sassonia           | Duca di Sassonia         |                                                                     | Luterano    |
|                   | Giovanni Giorgio di Brandeburgo | Margravio di Brandeburgo |                                                                     | Luterano    |

## Esito
Rodolfo venne eletto re dei Romani il 27 ottobre 1575. Divenne imperatore alla morte del padre il 12 ottobre 1576.